# Tân Thành, Gò Công Đông
Tân Thành là một xã thuộc huyện Gò Công Đông, tỉnh Tiền Giang, Việt Nam.

## Địa lý
Xã Tân Thành nằm ở phía đông huyện Gò Công Đông, có vị trí địa lý:
- Phía đông giáp Biển Đông
- Phía tây giáp xã Tăng Hòa
- Phía nam giáp huyện Tân Phú Đông
- Phía bắc giáp xã Tân Điền.

Xã có diện tích 36,46 km², dân số năm 1999 là 13.070 người, mật độ dân số đạt 358 người/km².

## Hành chính
Xã Tân Thành được chia thành 11 ấp: Chợ, Láng, Kinh Mới, Kinh Ngang, Bà Canh, Kinh Giữa, Vàm Kinh, Tân Phú, Cầu Muống, Cây Bàng, Đèn Đỏ.

## Lịch sử
Sau năm 1975, Tân Thành là một xã thuộc huyện Gò Công cũ.
Ngày 13 tháng 4 năm 1979, Hội đồng Chính phủ ban hành Quyết định số 155-CP. Theo đó, chia huyện Gò Công thành hai huyện Gò Công Đông và Gò Công Tây, xã Tân Thành thuộc huyện Gò Công Đông như hiện nay.
Ngày 10 tháng 7 năm 2020, HĐND tỉnh Tiền Giang ban hành Nghị quyết số 11/NQ-HĐND về việc sáp nhập Ấp Hộ vào Ấp Láng.

## Du lịch
Trên địa bàn xã Tân Thành có khu du lịch biển Tân Thành. Do vị trí địa lý nằm gần cửa sông Mê Kông nên nước ở đây có màu đục đặc trưng bởi qua quá trình tích tụ phù sa, khi sóng đánh sẽ kéo theo những thành phần này ra biển. Đây cũng là môi trường sống của những loại cây thuộc họ Đước, Bần. Loài động vật tiêu biểu ở đây là Dẽ mỏ thìa, Quắm đen, Chim cốc.

## Hình ảnh

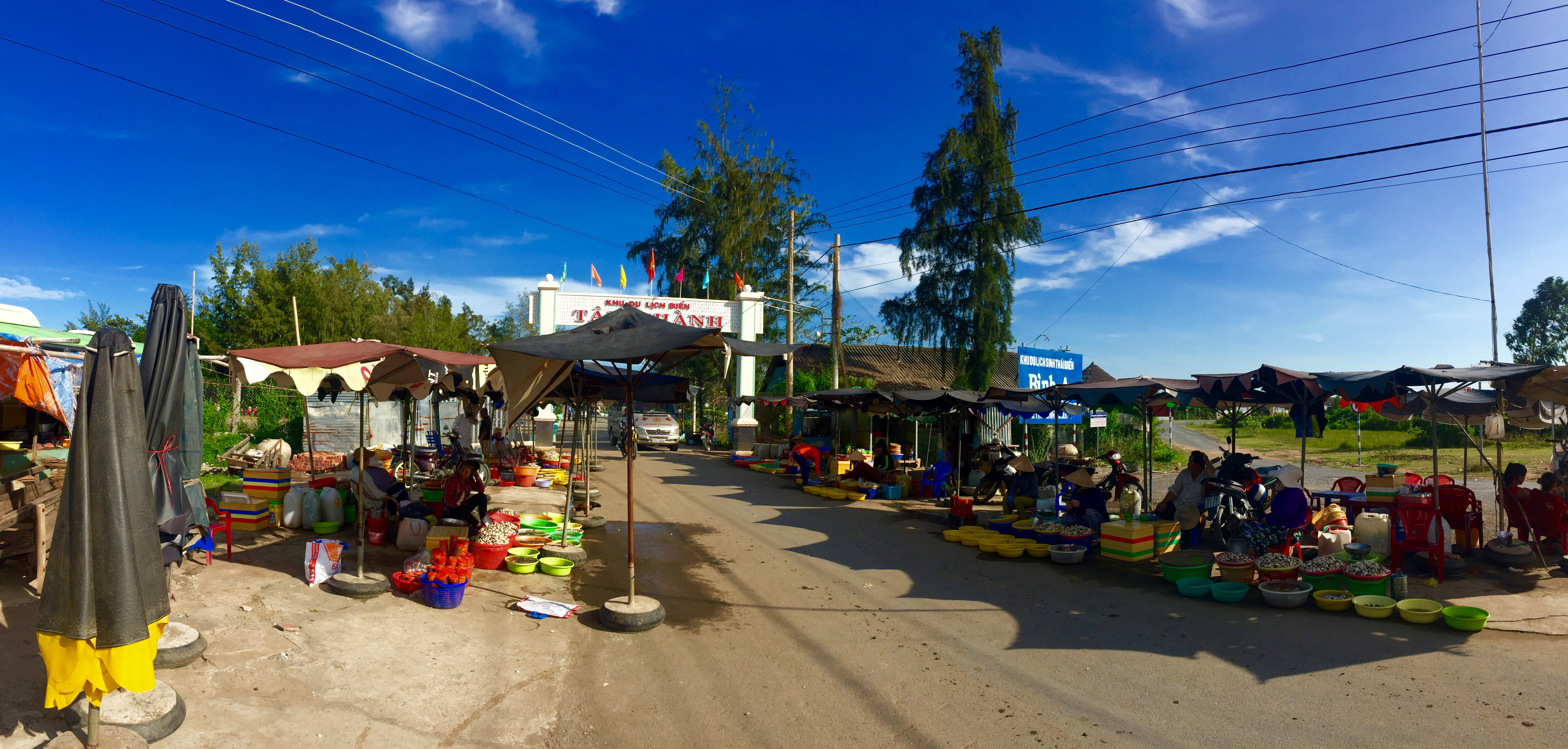
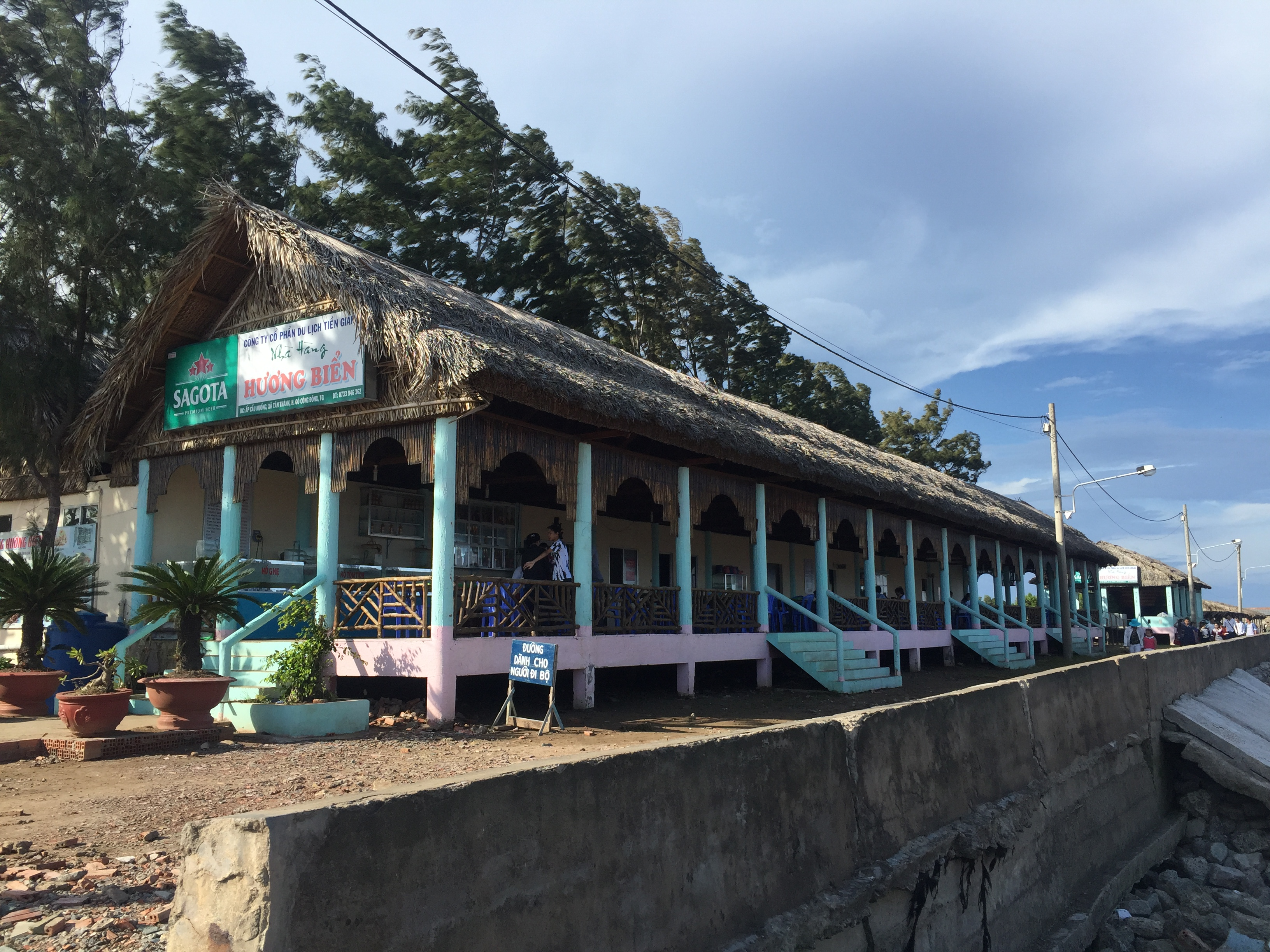
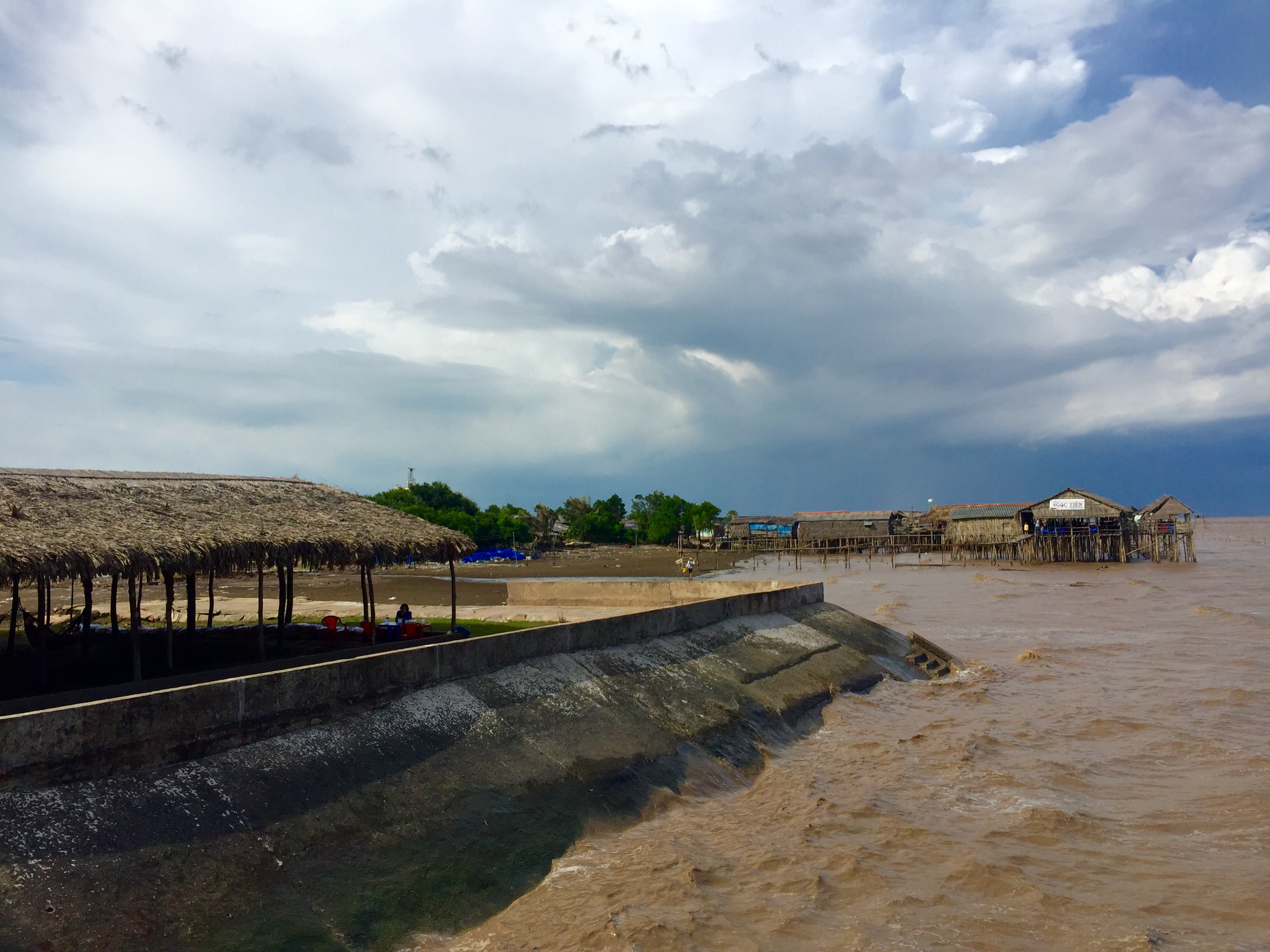
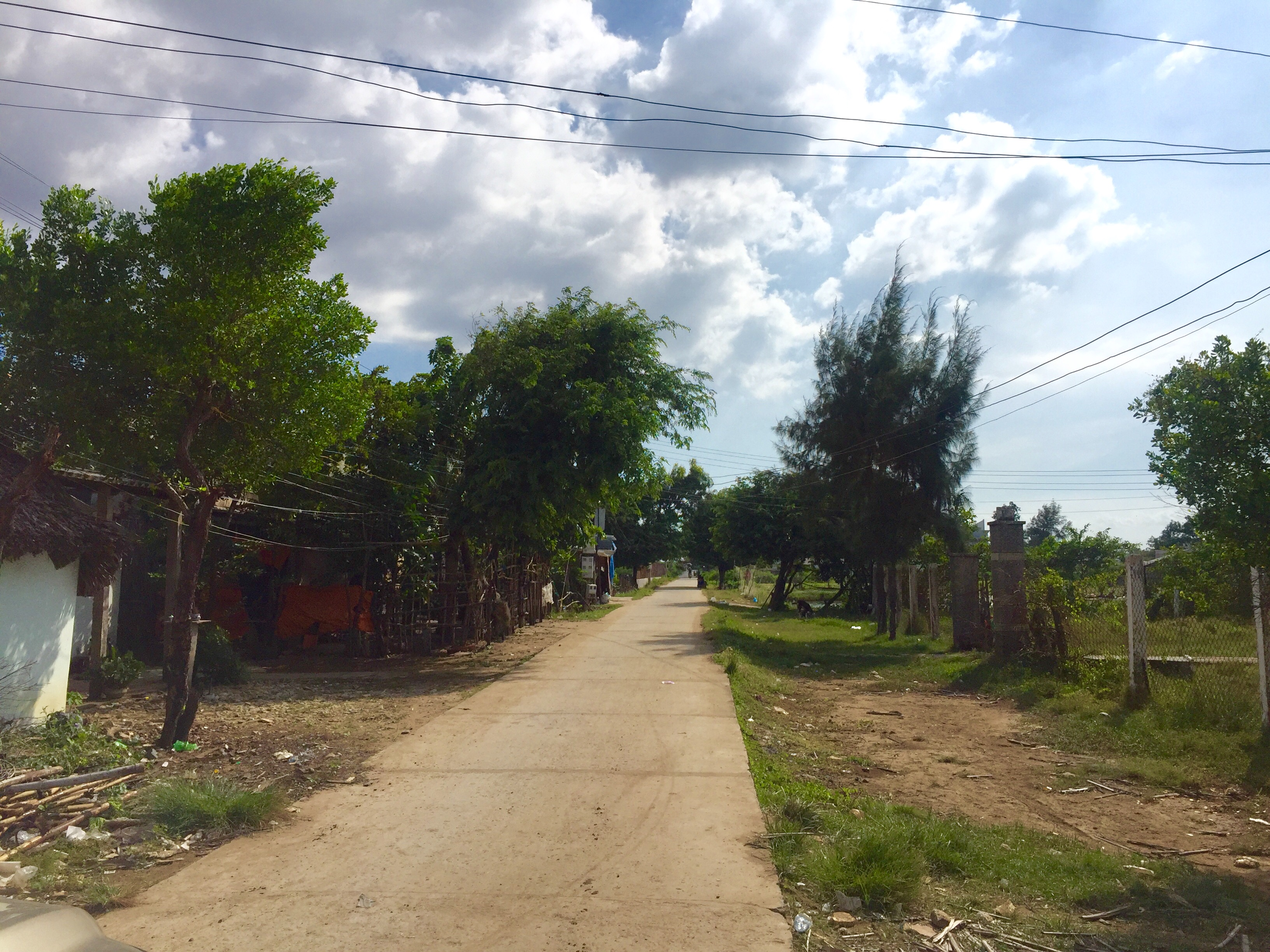
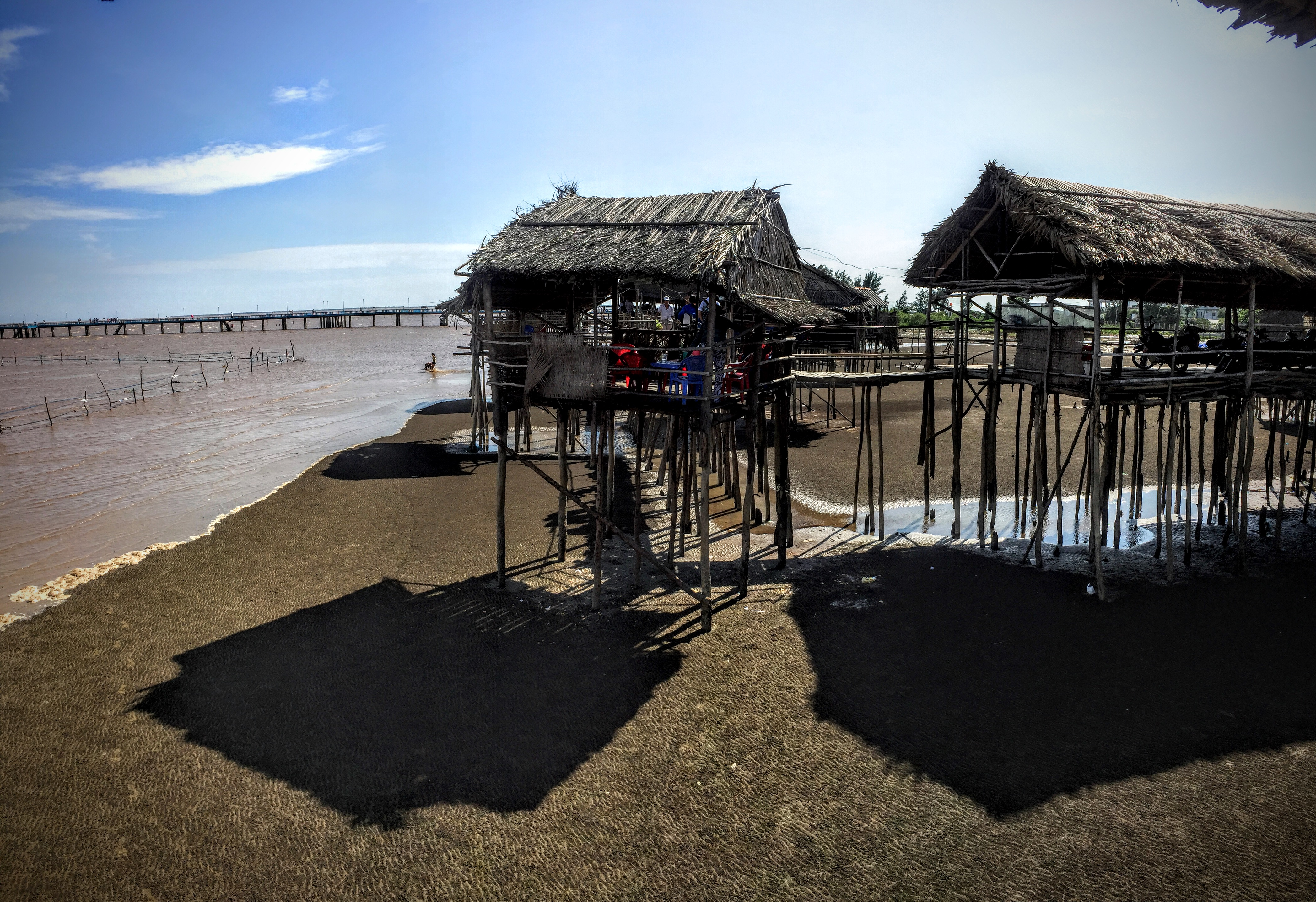
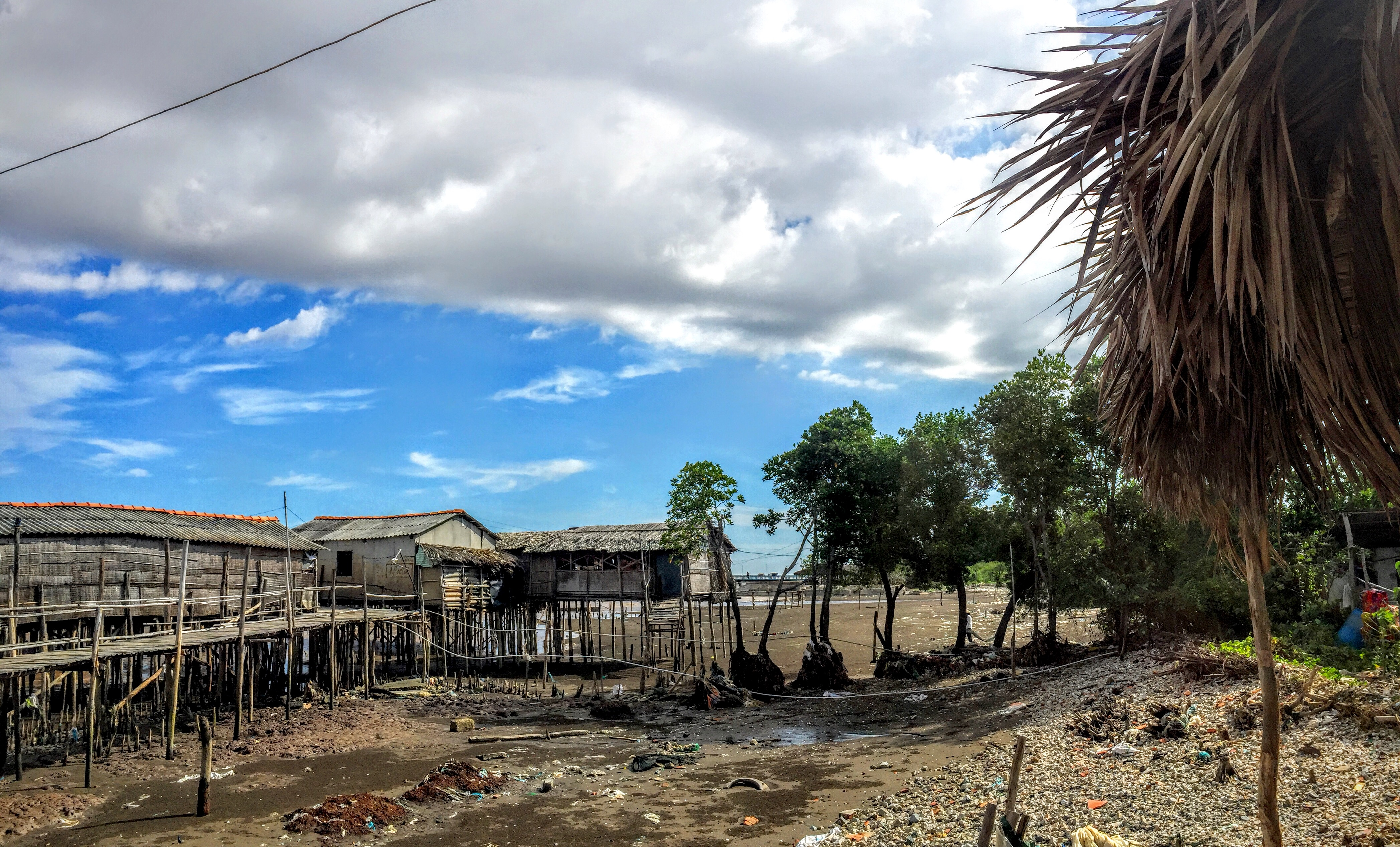
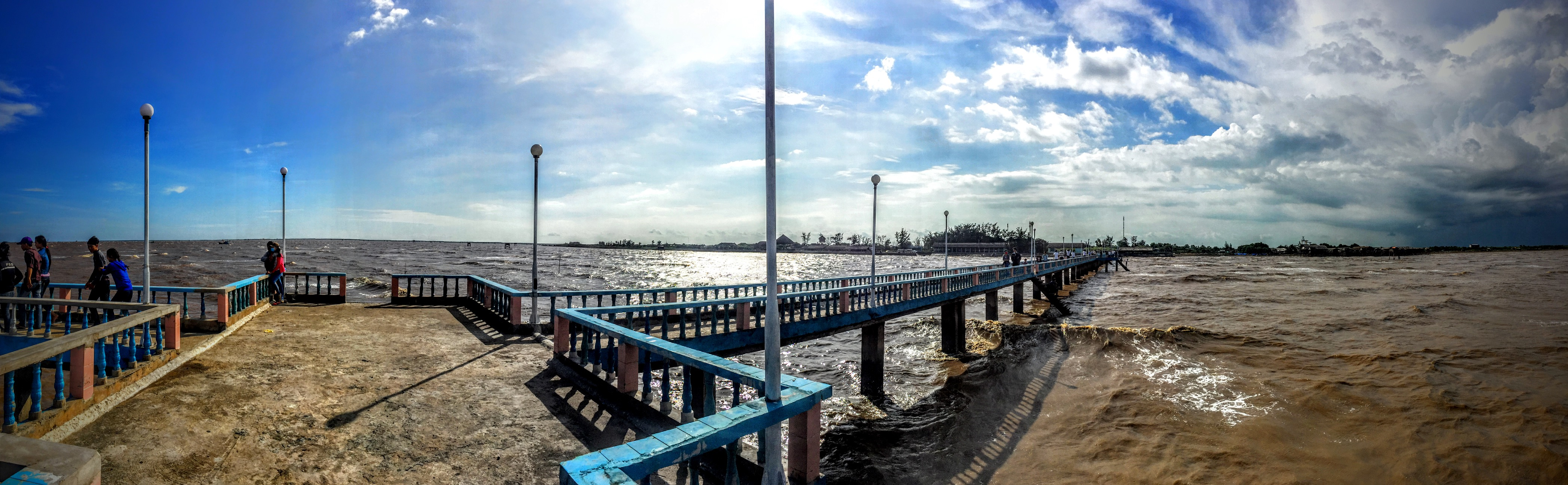
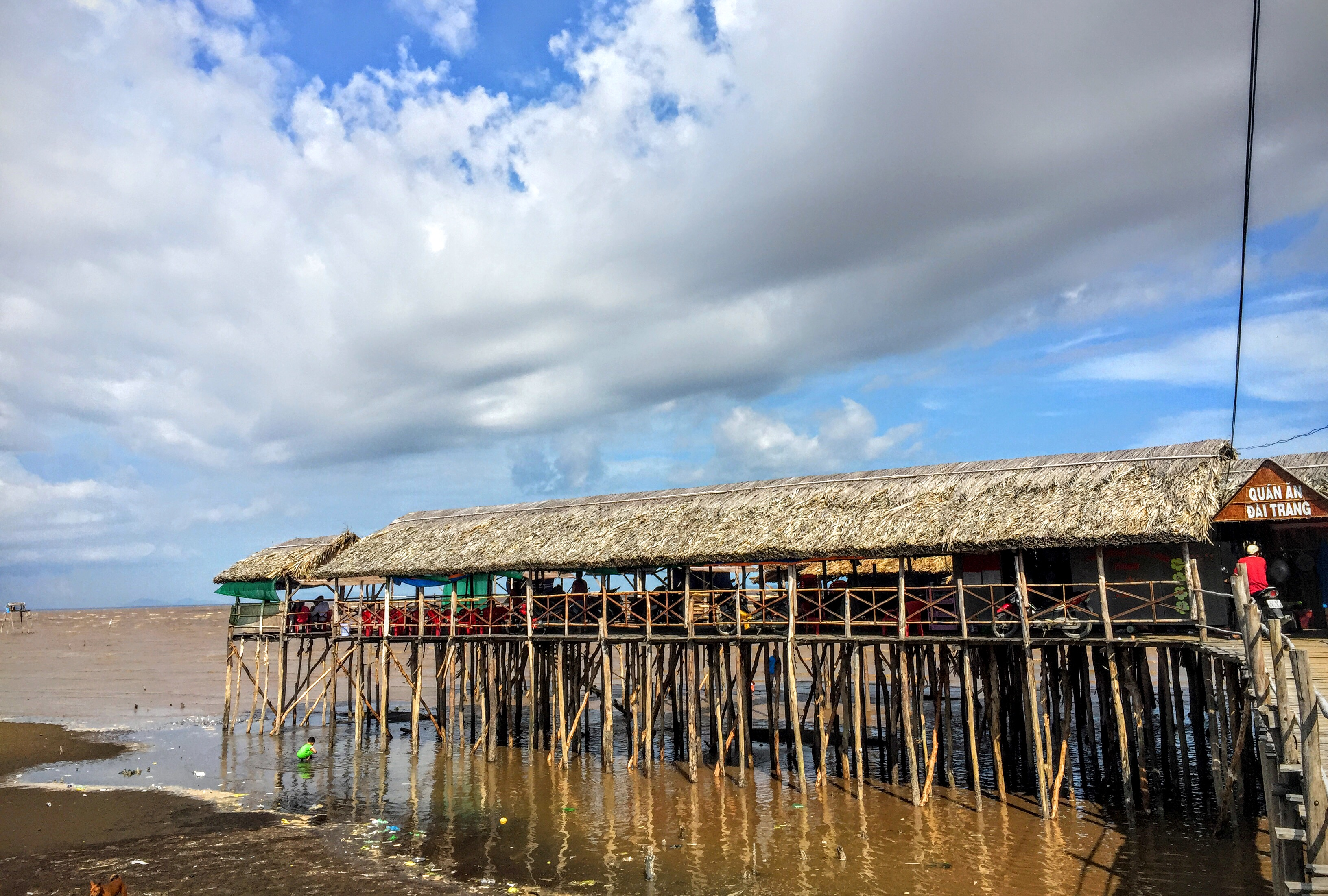
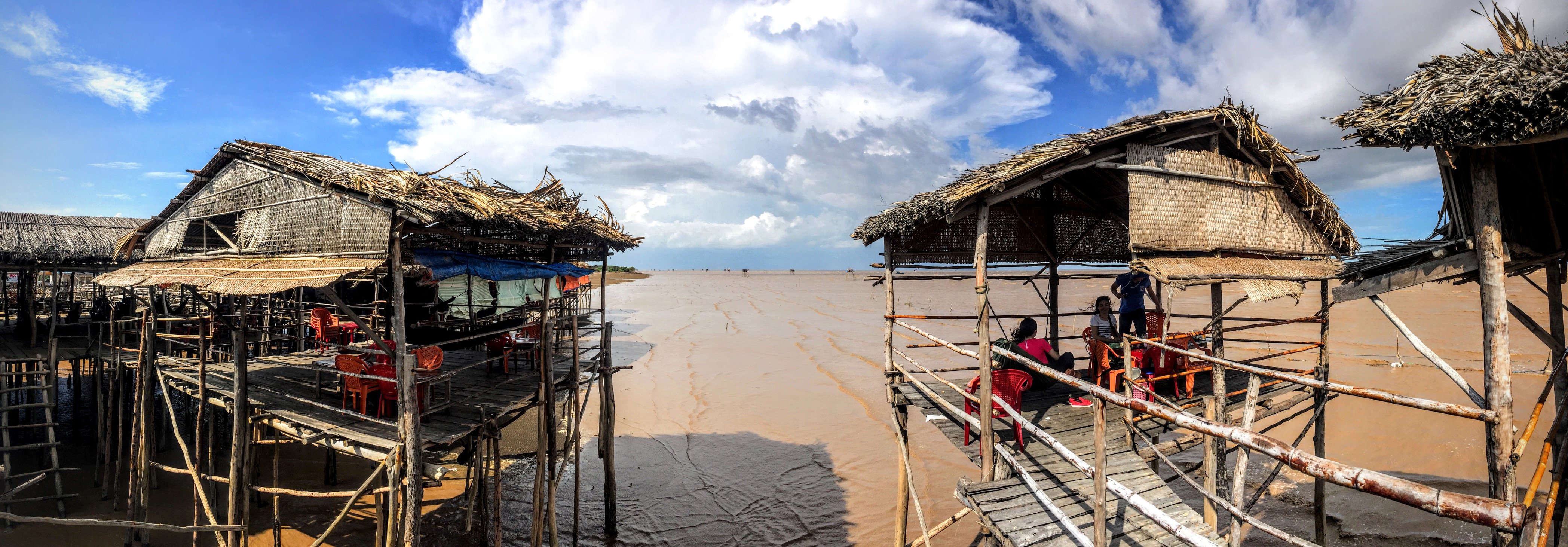
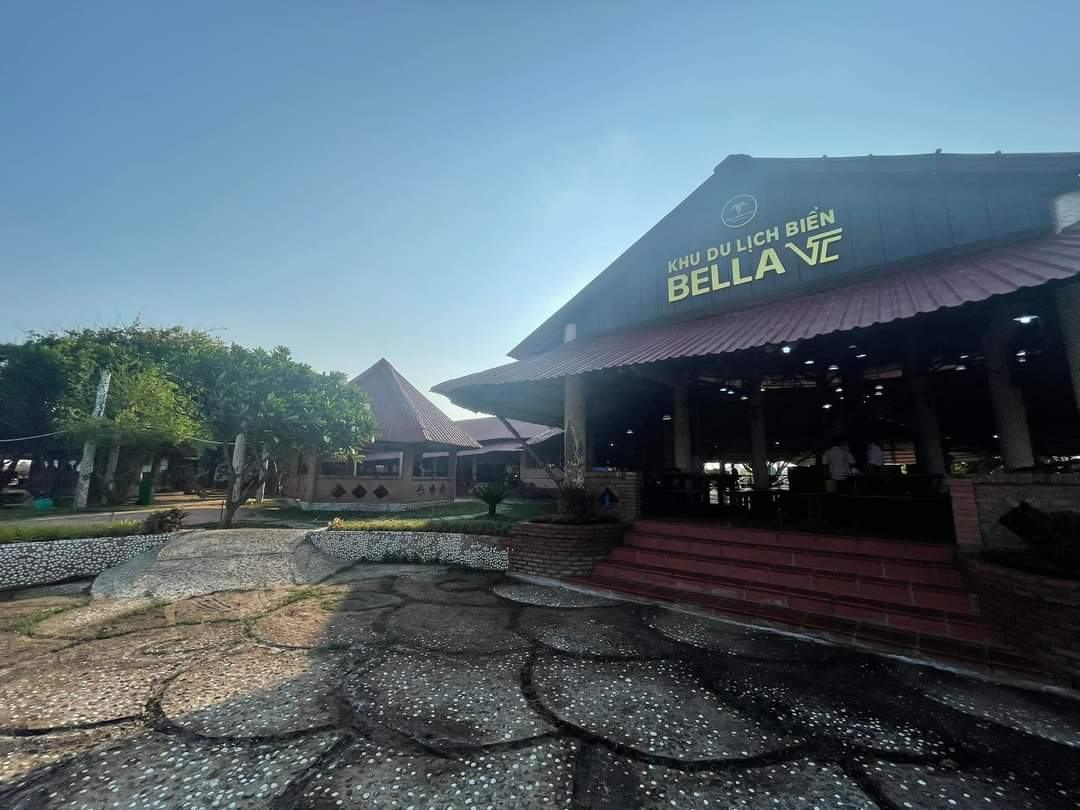
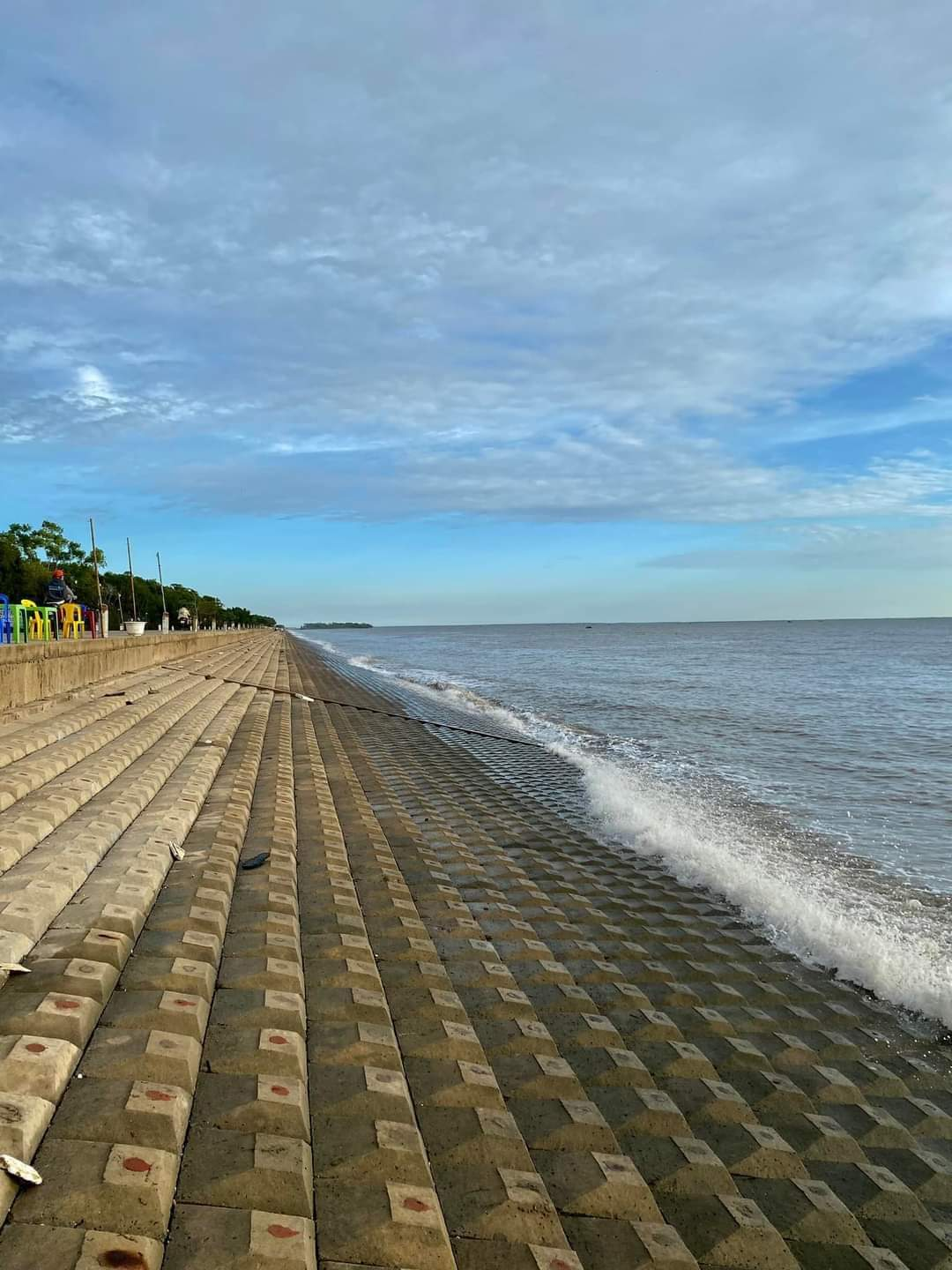
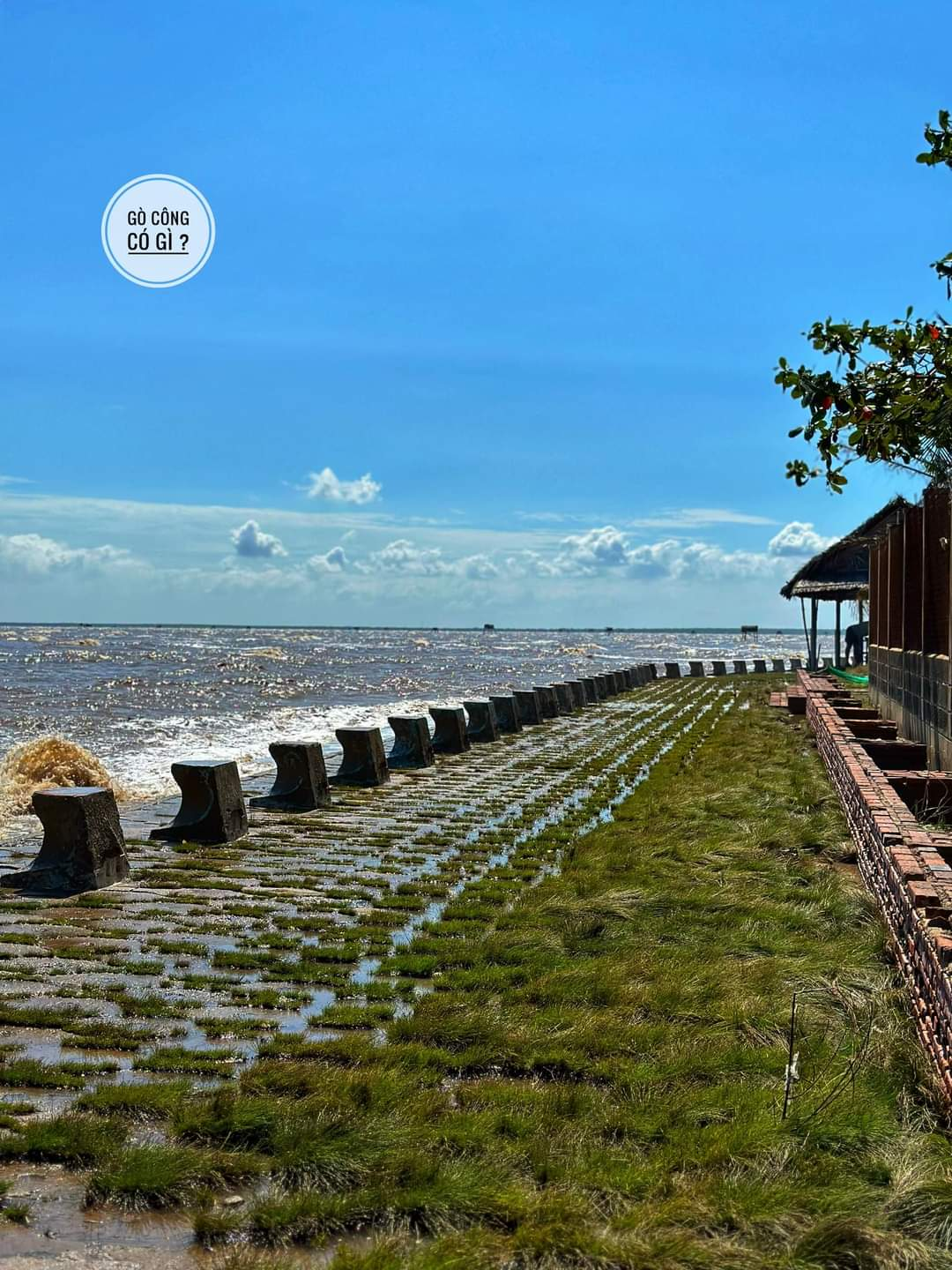
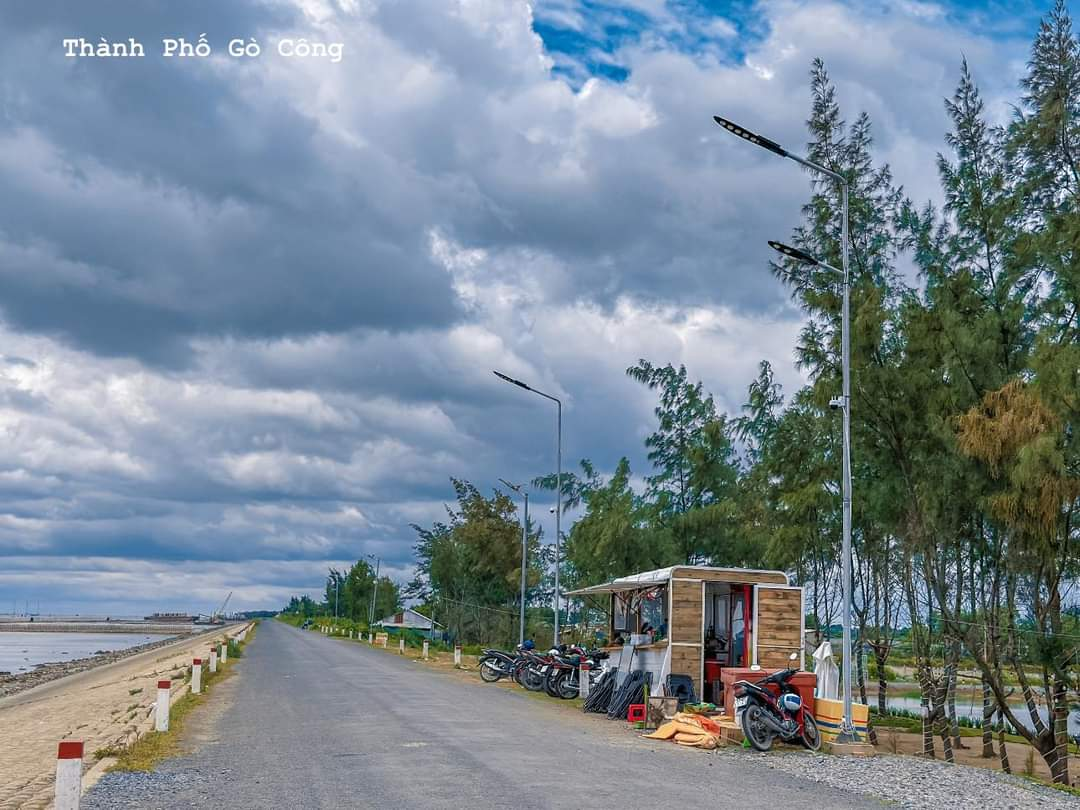
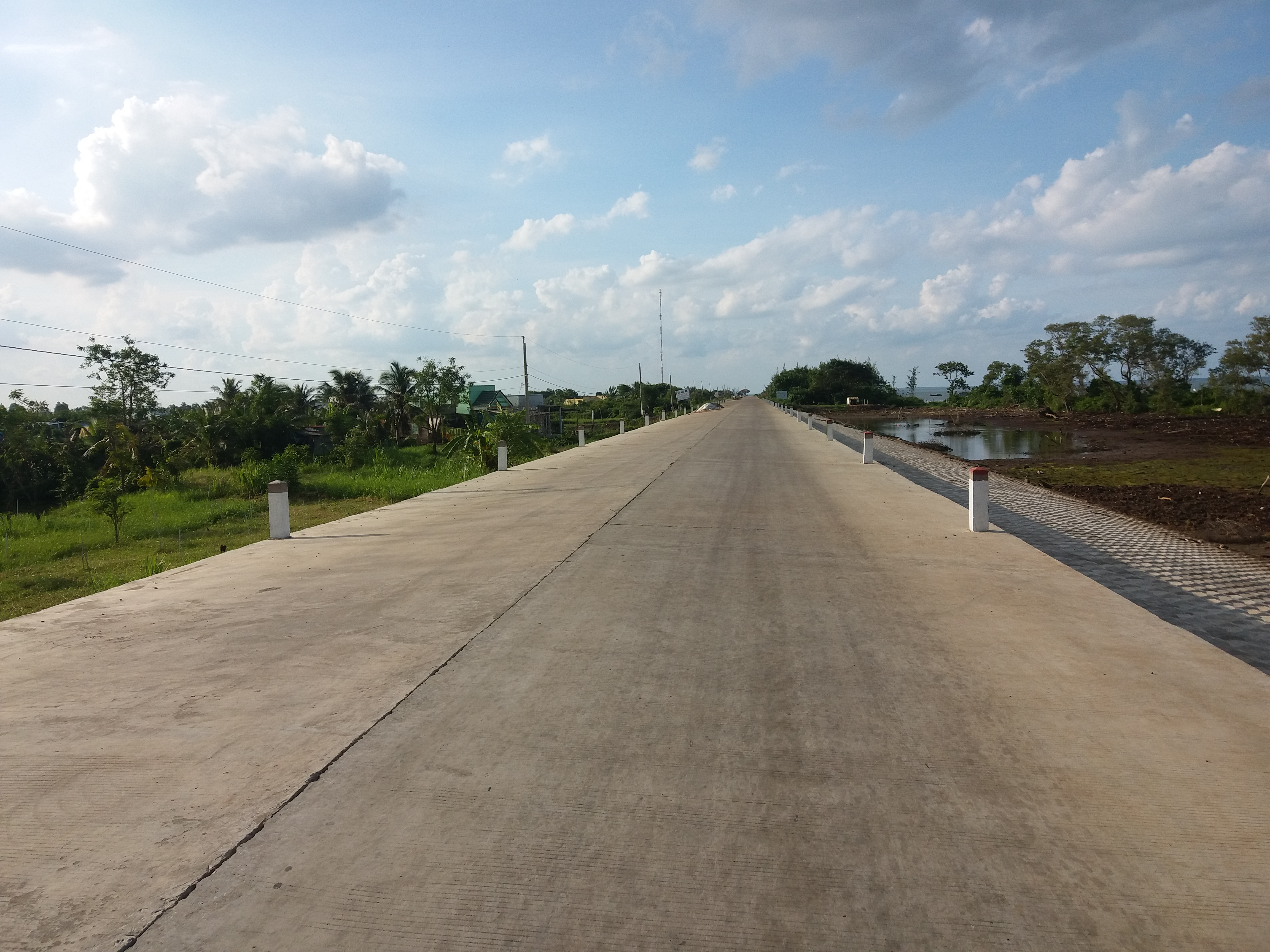
Đường đê biển, khúc Tân Thành